# Мении
Мениите (на латински: gens Maenia, Mainia) са плебейска фамилия на Древен Рим.

## Известни от фамилията
- Мений, народен трибун 489 пр.н.е
- Гелений Мений, народен трибун 483 пр.н.е.
- Марк Мений, народен трибун 410 пр.н.е.
- Гай Мений, консул 338 пр.н.е.
- Мений, народен трибун 286 пр.н.е.
- Мений, народен трибун 279 пр.н.е.
- Мений, народен трибун 219 пр.н.е.
- Марк Мений, военен трибун 203 пр.н.е. против Магон
- Тит Мений, урбан претор 186 пр.н.е., военен трибун 180 пр.н.е. при Квинт Фулвий Флак в Испания
- Мений, конник при Марк Порций Катон Стари 184 пр.н.е.
- Гаи Мений, претор 180 пр.н.е. в Сардиния
- Квинт Мений, претор 170 пр.н.е. по време на третата Македонска война

Други:
- Публий Мелий Капитолин, вероятно консулски военен трибун 400 и 396 пр.н.е.